# 绍尔克里湖
绍尔克里湖，位于中华人民共和国新疆维吾尔自治区和田地区民丰县东北部的一座盐湖，南距曲曲克苏湖约3～4千米，原为曲曲克苏湖的一部分，后因气候变干而分离独立成湖。湖长15千米，最宽处8千米，平均宽6千米，湖盆面积90平方千米。湖区多为盐碱沼泽，四周为塔克拉玛干沙漠。